# أندرو سنكلير
أندرو سنكلير (بالدنماركية: Andrew Sinclair)‏ هو عسكري دنماركي، ولد في 1555 في Dysart, Fife ‏ في المملكة المتحدة، وتوفي في 17 يناير 1625.